# Ernest Cossart
Ernest Cossart (* 24. September 1876 in Cheltenham, Gloucestershire als Emil Gottfried von Holst; † 21. Januar 1951 in New York City, USA) war ein britischer Schauspieler.

## Leben und Karriere
Ernest Cossart wurde in Cheltenham unter dem Namen Emil Gottfried von Holst als Sohn des Musikers Adolph von Holst (1846–1901) und seiner Frau Clara (1841–1882) geboren. Väterlicherseits war die Familie deutschbaltischer sowie lettisch-schwedischer Herkunft. Sein zwei Jahre älterer Bruder war der berühmte Komponist Gustav Holst. 
Nachdem Cossart zunächst in einem Weinladen gearbeitet hatte, machte er im Jahr 1896 sein Bühnendebüt. 1908 siedelte er in die Vereinigten Staaten über, wo er in den folgenden Jahrzehnten in zahlreichen Broadway-Produktionen auftrat. Er kehrte allerdings auch noch mehrmals für Rollen an den Londoner West End zurück. Unter anderem spielte er in den Uraufführungen von George Bernard Shaws Too True to Be Good (1932) und Maxwell Andersons Mary of Scotland (1933). Zwischenzeitlich kämpfte er im Ersten Weltkrieg in der kanadischen Armee und wurde schwer verwundet.
Im Jahr 1916 absolvierte er einige Auftritte in Stummfilmen, doch sollte er erst fast zwanzig Jahre später wieder ins Filmgeschäft zurückkehren. 1935 machte er in der Komödie Ein charmanter Schurke an der Seite von Noël Coward sein Debüt in einem Tonfilm. Der grauhaarige, würdevoll erscheinende Cossart entwickelte sich in der Folge zu einem populären Nebendarsteller, der besonders häufig als britischer Butler eingesetzt wurde – beispielsweise in den Ernst-Lubitsch-Filmen Engel (1937) an der Seite von Marlene Dietrich und Herbert Marshall sowie Cluny Brown auf Freiersfüßen (1946) mit Jennifer Jones und Charles Boyer. Gelegentlich spielte er aber auch den Vater der Hauptdarstellerin, so von Ginger Rogers in ihrer oscarprämierten Rolle in Fräulein Kitty (1940) und von Ann Sheridan in Kings Row (1942). Mehrmals war er auch im klerikalen Gewand zu sehen, so als Bischof in Liebesbriefe (1945) neben Joseph Cotten.
Insgesamt spielte Cossart bis 1949 in über 40 Kinofilmen. Zuletzt trat er 1950 als Schauspieler im gerade populär werdenden Fernsehen in Erscheinung: er hatte Gastrollen in zwei Episoden der Ford Theatre Hour. Ernest Cossart starb im Januar 1951 im Alter von 74 Jahren in New York City. Er hinterließ seine Ehefrau Maude Davies, mit der er seit 1906 verheiratet war. Ihre gemeinsame Tochter war die Schauspielerin Valerie Cossart (1907–1994).

## Filmografie
- 1916: The Strange Case of Mary Page
- 1916: The Pursuing Vengeance
- 1935: Ein charmanter Schurke (The Scoundrel)
- 1935: Eine Frau von 20 Jahren (Accent on Youth)
- 1935: Two for Tonight
- 1936: Perlen zum Glück (Desire)
- 1936: Der große Ziegfeld (The Great Ziegfeld)
- 1936: Palm Springs
- 1936: My American Wife
- 1936: Verbrecherjagd (Murder with Pictures)
- 1936: The Big Broadcast of 1937
- 1936: Drei süße Mädels (Three Smart Girls)
- 1937: Champagne Waltz
- 1937: Top of the Town
- 1937: As Good as Married
- 1937: The Lady Fights Back
- 1937: Carnival Queen
- 1937: Engel (Angel)
- 1938: Letter of Introduction
- 1938: Zaza
- 1939: Never Say Die
- 1939: Three Smart Girls Grow Up
- 1939: The Magnificent Fraud
- 1939: Lady of the Tropics
- 1939: Der Henker von London (Tower of London)
- 1939: The Light That Failed
- 1940: A Bill of Divorcement
- 1940: Tom Brown's School Days
- 1940: Fräulein Kitty (Kitty Foyle)
- 1941: Charley's Aunt
- 1941: Mit einem Fuß im Himmel (One Foot in Heaven)
- 1941: Eheposse (Skylark)
- 1942: Kings Row
- 1944: Knickerbocker Holiday
- 1945: Tonight and Every Night
- 1945: Liebesbriefe (Love Letters)
- 1945: The Girl of the Limberlost
- 1946: Cluny Brown auf Freiersfüßen (Cluny Brown)
- 1946: Der Jazzsänger (The Jolson Story)
- 1946: It's Your America (Kurzfilm)
- 1947: Love from a Stranger
- 1948: The Philco Television Playhouse (Fernsehserie, Folge This Thing Called Love)
- 1949: John Loves Mary
- 1950: The Ford Theatre Hour (Fernsehserie, 2 Folgen)